# Anastasiya Chaun
Anastasiya Eduárdovna Chaun –en ruso, Анастасия Эдуардовна Чаун– (Moscú, URSS, 11 de septiembre de 1988) es una deportista rusa que compitió en natación, especialista en el estilo braza.
Ganó una medalla de oro en el Campeonato Europeo de Natación de 2010 y dos medallas en el Campeonato Europeo de Natación en Piscina Corta, oro en 2010 y plata en 2011.

## Palmarés internacional
| Campeonato Europeo                  | Campeonato Europeo       | Campeonato Europeo | Campeonato Europeo |
| Año                                 | Lugar                    | Medalla            | Prueba             |
| ----------------------------------- | ------------------------ | ------------------ | ------------------ |
| 2010                                | Budapest (Hungría)       | Medalla de oro     | 200 m braza        |
| Campeonato Europeo en Piscina Corta |                          |                    |                    |
| Año                                 | Lugar                    | Medalla            | Prueba             |
| 2010                                | Eindhoven (Países Bajos) | Medalla de oro     | 200 m braza        |
| 2011                                | Szczecin (Polonia)       | Medalla de plata   | 200 m braza        |